# NGC 4848
NGC 4848 је спирална галаксија у сазвежђу Береникина коса која се налази на NGC листи објеката дубоког неба.
Деклинација објекта је + 28° 14' 33" а ректасцензија 12h 58m 5,7s. Привидна величина (магнитуда) објекта NGC 4848 износи 13,7 а фотографска магнитуда 14,4. NGC 4848 је још познат и под ознакама UGC 8082, MCG 5-31-39, CGCG 160-55, DRCG 27-220, KUG 1255+285, IRAS 12556+2830, PGC 44405.